# Condorcanqui
Condorcanqui is een provincie in de regio Amazonas in Peru. De provincie heeft een oppervlakte van  17.795 km² en telt 54.949 inwoners (2015). De hoofdplaats van de provincie is het district Nieva.

## vBestuurlijke indeling
De provincie is verdeeld in drie districten, UBIGEO tussen haakjes:
- (010402) El Cenepa
- (010401) Nieva, hoofdplaats van de provincie
- (010403) Rio Santiago

Bagua · Bongará · Chachapoyas · Condorcanqui · Luya · Rodríguez de Mendoza · Utcubamba